# La Bataille du ciel
La Bataille du ciel (Clash of the Sky Galleons) est un roman de fantasy de Paul Stewart et Chris Riddell, publié pour la première fois en France en 2007. C’est le neuvième volume des Chroniques du bout du monde et le troisième de la trilogie de Quint.

## Résumé
L'histoire se déroule à bord du bateau pirate "Le Cavalier de la Tourmente". Le chacal des vents poursuit inlassablement son ancien quartier maître, Turbot Smil, dont il veut se venger. En effet, celui-ci avait mis le feu au quartier des quais ouest d'Infraville, là où la famille du chacal des vents a péri (sauf Quint). 
L'équipage du Cavalier de la tourmente affronte plusieurs dangereux pièges de Turbot Smil. Au cours de leurs aventures de pirates, ils sillonneront les Grands bois, seront pris dans une tempête (qui entraînera la mort de plusieurs membres de l'équipage) et iront au marché aux esclaves des pies-grièches pour effectuer une livraison de marchandises. Ils recroisent alors la route d'un jeune capitaine pirate, Dégel Tailladeur, qui dit s'être fait dépouiller par une crapule du nom de Turbo Smil. Le Chacal des vents intègre alors le malheureux à son équipage.
Ainsi, le capitaine le traque jusque dans l’épave flottante d’un navire du ciel abandonné. Il s'y rend alors accompagné de Dégel. Son fils Quint l'a suivi en cachette et le voit se faire tuer par un individu masqué que l'on croit être Smill. Quint retrouve, Dégel, qui dit avoir tué Smill. Quint prend alors le commandement du navire de son père et rejoint tous les navires pirates de la Falaise à la tanière sauvage pour une grande réunion. Pendant ce temps, les Ligues d'Infraville commencent à faire les préparatifs d'une nouvelle guerre contre les pirates du ciel, avec comme arme principale un navire géant, le Semeur de désatre muni d'armes en tout genre.
S'ensuit une bataille épique qui manque de marquer la fin des pirates du ciel. Quint et son navire sont les seuls rescapés parmi les pirates qui périssent tous sur le passage du Semeur de désatre. C'est alors qu'apparait de nouveau l'individu masqué ayant tué le Chacal des vents et que l'on croyait mort. Quint sort victorieux de leur duel et découvre que sous le masque se cachait non pas Smil mais Dégel Tailladeur, qui explique avant de mourir s'être servi du désir de vengeance de son père pour le manipuler et tenter de tout lui prendre: navire et équipage (en fait la trace de Smil n'a jamais été retrouvé depuis l'incendie des quais). Le cavalier de la tourmente, abimé par le combat s'envole vers le ciel infini.
Enfin Quint retourne à l'académie de chevalerie, où il mène une existence paisible avec Maria, avant que d'autres aventures l'attende ainsi qu'un fils, du nom de Spic, mais ça, c'est une autre histoire ...